# Franz Wilhelm Schiertz
Franz (eller Frantz) Wilhelm Schiertz, född den 4 augusti 1813 i Leipzig, död den 6 oktober 1887 i Balestrand, var en tyskfödd norsk arkitekt och målare. Han var bror til genremålaren August Schiertz.
Schiertz reste som elev till Johan Christian Dahl från 1836 i Norge och gjorde teckningar för Dahls planschverk om stavkyrkor. Han ledde 1843 flyttandet av Vangs stavkyrka till Schlesien. År 1851 slog han sig ned i Bergen som arkitekt, och byggde bland annat Bergens Børs (1857–1862) och Det gamle tingshus (Rådstuen) (1862–1865). Stilmässigt är hans arkitekturarbeten präglade av historicismen. Schiertz, som främst var landskaps- och marinmålare, deltog också som tecknare vid den norska nordhavsexpeditionen 1876–1878.